# Tom Brighton
Thomas Brighton (*Irvine, Escocia, 28 de marzo de 1984) es un futbolista escocés. Juega de delantero y su primer equipo fue el Glasgow Rangers.

## Selección nacional
Ha sido internacional con la Selección de fútbol de Escocia Sub-21.
- Datos: Q5645957
- Multimedia: Tom Brighton / Q5645957